# Nh (digramme)
Cette page contient des caractères spéciaux ou non latins. S’ils s’affichent mal (▯, ?, etc.), consultez la page d’aide Unicode.
Pour les articles homonymes, voir NH.
Nh (minuscule nh) est un digramme de l'alphabet latin composé d'un N et d'un H.
En occitan, en portugais et en vietnamien, ce digramme représente le son [ɲ].

## Représentation informatique
À la différence d'autres digrammes, il n'existe aucun encodage du Nh sous la forme d'un seul signe. Il est toujours réalisé en accolant les lettres N et H.